# Alta Voz
Alta Voz é o segundo album de estúdio do grupo Kades Singers lançado em 1997 pela gravadora MK Music.
O disco conteve a participação do tecladista do Complexo J, Paulo Richard, nos arranjos e nas letras de algumas músicas.
Em 2015, foi considerado, por vários historiadores, músicos e jornalistas, como o 84º maior álbum da música cristã brasileira, em uma publicação dirigida pelo portal Super Gospel. Em 2018, foi considerado o 76º melhor álbum da década de 1990 pelo mesmo veículo.

## Faixas
1. Benção Araônica (A.D. - DP) - 1:20
2. Adoração (Raquel Mello e Paulo Richard) - 4:47
3. Busca o Perdão (Marcos Pereira da Cunha) - 4:03
4. Bem Melhor é Amar (Mello Jr.) - 4:10
5. Medley (Hinos) (A.D. - DP) - 4:02
6. Volta (Raquel Mello) - 4:09
7. Entrega (Raquel Mello) - 3:29
8. Ter Você (Raquel Mello) - 3:43
9. Holy (Raquel Mello) - 1:39
10. Meu Querer (Jorge Guedes) - 3:59
11. Exemplo Verdadeiro (Raquel Mello e Marcos Pereira) - 3:31
12. Alta Voz (Jussara de Oliveira) - 3:51
13. Amor de Sangue (Mello Jr.) - 2:04
14. Adoration (Adoração em Inglês) (Raquel Mello e Paulo Richard) - 4:46